# Sign (série télévisée)
Pour les articles homonymes, voir Sign.
Sign (サインSain) est une série japonaise dramatique diffusée entre le 19 janvier 2011 et le 16 mars 2011 sur MBS. Le casting est composé de jeunes acteurs issus de l'agence Amuse Inc. (en).

## Résumé
Suite à une grave maladie, Dōji Ooe perd l'ouïe. Dès lors, il se renferme sur lui-même et perd goût à la vie. Deux ans plus tard, devenu acariâtre, introverti et belliqueux, il vivote au lycée sans se préoccuper des autres. Son comportement auto-destructeur inquiète son frère aîné Shinji, totalement démuni face à la situation.
Un jour, alors que Dōji se rend au club où travaille Shinji, il assiste à la représentation d'un groupe de danseurs, tous issus du même établissement scolaire. Bien qu'il ne puisse pas entendre la musique, il s'aperçoit qu'il peut ressentir les vibrations du son...
Un lent apprivoisement commence entre Dōji et les danseurs. En rejoignant leur bande, l’adolescent découvre un tout nouveau moyen d'exprimer ses sentiments et de canaliser sa colère.

## Distribution
- Takuya Uehara : Dōji Ooe
- Dori Sakurada : Yorimitsu Mizumoto
- Sōichi Hirama : Tsuna Watanabe
- Ryō Yoshizawa : Nagi Yūki
- Takahiko Yanagisawa : Shinji Ooe
- Atsushi Hashimoto : Tarō Sakata
- Takuya Terada : Tōbi Ibaraki
- Gō Ueki : Shōgo
- Yukari Tachibana : Sakiko Ooe
- Goshū : Tsuyoshi Watanabe
- Minori Fujikura : Ayumi Sakata
- Ayaka Komatsu : Yūka Miyauchi
- Ruito Aoyagi : Yōichi Sakai